# 邢文伟
邢文伟（?—690年?），唐代宰相，滁州全椒人。与歷阳人高子贡、寿春人裴怀贵都因博学闻名。咸亨年间，任太子典膳丞。唐高宗授他为右史。武后时，多次升迁担任凤阁侍郎，兼任弘文馆学士。载初元年，任内史。后因好友宰相宗秦客贪赃被治罪而受连累，贬任珍州刺史。一次有使者进入珍州，邢文伟以为是来抓他的，不愿受辱，上吊而死。

## 延伸阅读
[在维基数据编辑]
 《舊唐書·卷189下》，出自刘昫《舊唐書》
 《新唐書·卷106》，出自《新唐書》